# Komeil Ghasemi
Komeil Ghasemi (n. 27 februarie 1988, Juybar County⁠(d), Mazandaran Province⁠(d), Iran) este un luptător ce a reprezentat Iran, medaliat olimpic. A participat la 2 ediții ale Jocurilor Olimpice (2012, 2016) în care a câștigat o medalie de bronz.